# Coppa di Grecia 2021-2022 (pallacanestro maschile)
La Coppa di Grecia 2021-2022 è stata la 47ª Coppa di Grecia di pallacanestro maschile.

## Squadre
Partecipano le 28 squadre iscritte alla A1 Ethniki e A2 Ethniki. Le prime squadre classificatesi nei primi sei posti al termine della Basket League 2020-2021 entrano in gioco solo ai quarti di finale, le altre squadre partecipanti alla Basket League 2021-2022 entrano nella fase B, per sfidarsi per i due posti restanti insieme a tutte le altre.

## Partite

### Fase A

#### Primo turno
| Squadra 1            | Risultato | Squadra 2           |
| -------------------- | --------- | ------------------- |
| Psychiko             | 60 - 64   | Panerithraikos A.S. |
| Triton Atene         | 69 - 79   | Amarousiou          |
| Amyntas              | 101 - 52  | Pagrati Atene       |
| Filippos Verias      | 72 - 84   | Karditsas           |
| G.S. Eleftheroupolis | 81 - 87   | Kavala              |
| OIAX Naupiou         | 55 - 102  | Koroivos Amaliadas  |
| A.O. Agriniou        | 58 - 86   | Charilaos Trikoupīs |

- Dafni Dafniou ammesso direttamente al turno successivo

#### Secondo turno
| Squadra 1          | Risultato | Squadra 2           |
| ------------------ | --------- | ------------------- |
| Dafni Dafniou      | 43 - 100  | Amarousiou          |
| Karditsas          | 76 - 71   | Kavala              |
| Koroivos Amaliadas | 75 - 60   | Charilaos Trikoupīs |
| Amyntas            | 70 - 68   | Panerithraikos A.S. |

#### Terzo turno
| Squadra 1  | Risultato | Squadra 2          |
| ---------- | --------- | ------------------ |
| Amarousiou | 83 - 70   | Karditsas          |
| Amyntas    | 66 - 58   | Koroivos Amaliadas |

#### Quarto turno
| Squadra 1  | Risultato | Squadra 2 |
| ---------- | --------- | --------- |
| Amarousiou | 75 - 60   | Amyntas   |

### Fase B

#### Primo turno
| Squadra 1       | Risultato | Squadra 2         |
| --------------- | --------- | ----------------- |
| Iōnikos Nikaias | 76 - 69   | Apollon Patrasso  |
| Kolossos Rodi   | 67 - 94   | Olympiakos        |
| Larisa          | 68 - 67   | Aris Salonicco    |
| Amarousiou      | 65 - 76   | Īraklīs Salonicco |

#### Secondo turno
| Squadra 1         | Risultato | Squadra 2  |
| ----------------- | --------- | ---------- |
| Iōnikos Nikaias   | 74 - 66   | Larisa     |
| Īraklīs Salonicco | 55 - 90   | Olympiakos |

### Fase C

#### Tabellone
|  | Quarti di finale | Quarti di finale | Quarti di finale |               |               | Semifinali    | Semifinali | Semifinali |  |  | Finale | Finale | Finale |  |
|  |                  |                  |                  |               |               |               |            |            |  |  |        |        |        |  |
|  | Promitheas       | Promitheas       | 100              |               |               |               |            |            |  |  |        |        |        |  |
|  | Promitheas       | Promitheas       | 100              |               |               |               |            |            |  |  |        |        |        |  |
|  | PAOK Salonicco   | PAOK Salonicco   | 86               |               |               |               |            |            |  |  |        |        |        |  |
|  | PAOK Salonicco   | PAOK Salonicco   | 86               |               | Promitheas    | Promitheas    | 68         |            |  |  |        |        |        |  |
|  |                  |                  |                  |               | Promitheas    | Promitheas    | 68         |            |  |  |        |        |        |  |
|  |                  |                  | Panathīnaïkos    | Panathīnaïkos | 85            |               |            |            |  |  |        |        |        |  |
|  | Panathīnaïkos    | Panathīnaïkos    | Panathīnaïkos    | Panathīnaïkos | 85            | 93            |            |            |  |  |        |        |        |  |
|  | Panathīnaïkos    | Panathīnaïkos    |                  |               |               |               |            |            |  |  |        |        |        |  |
|  | Lavrio           | Lavrio           | 69               |               |               |               |            |            |  |  |        |        |        |  |
|  | Lavrio           | Lavrio           | 69               |               | Panathīnaïkos | Panathīnaïkos | 73         |            |  |  |        |        |        |  |
|  |                  |                  |                  |               |               |               |            |            |  |  |        |        |        |  |
|  |                  |                  | Olympiakos       | Olympiakos    | 81            |               |            |            |  |  |        |        |        |  |
|  | Olympiakos       | Olympiakos       | Olympiakos       | Olympiakos    | 81            | 110           |            |            |  |  |        |        |        |  |
|  | Olympiakos       | Olympiakos       |                  |               |               |               |            |            |  |  |        |        |        |  |
|  | Iōnikos Nikaias  | Iōnikos Nikaias  | 85               |               |               |               |            |            |  |  |        |        |        |  |
|  | Iōnikos Nikaias  | Iōnikos Nikaias  | 85               |               | Olympiakos    | Olympiakos    | 76         |            |  |  |        |        |        |  |
|  |                  |                  |                  |               | Olympiakos    | Olympiakos    | 76         |            |  |  |        |        |        |  |
|  |                  |                  | AEK Atene        | AEK Atene     | 70            |               |            |            |  |  |        |        |        |  |
|  | AEK Atene        | AEK Atene        | AEK Atene        | AEK Atene     | 70            | 90            |            |            |  |  |        |        |        |  |
|  | AEK Atene        | AEK Atene        |                  |               |               |               |            |            |  |  |        |        |        |  |
|  | Peristeri        | Peristeri        | 70               |               |               |               |            |            |  |  |        |        |        |  |

#### Finale
| Arbitri: | Giannīs Foufīs Elias Koromīlas Vasilikī Tsaroucha |

| |            | |
| Nedović 23 | Punti      | 21 Dorsey |
| Nedović 5 | Assist     | 11 Sloukas |
| Papagiannīs 12 | Rimbalzi   | 13 Vezenkov |
| 6 Papagiannīs• 7 Mpochōridīs• 15 White• 26 Nedović• 74 Sant-Roos 5 Macon• 9 Kavvadas• 14 Kaselakīs• 24 Jović• 33 Chougkaz• 40 Evans• 72 Mantzoukas | Formazioni | 2 Dorsey• 10 Fall• 11 Sloukas• 14 Vezenkov• 16 Papanikolaou 0 Walkup• 1 Acy• 5 Larentzakīs• 12 Martin• 15 Printezīs• 17 Jean-Charles• 77 McKissic |
| Dīmītrīs Priftīs | Allenatori | Giōrgos Mpartzōkas |